# Trois-Rives
Trois-Rives è un comune del Canada, situato nella provincia del Québec, nella regione di Mauricie.